# Кваппи в розовом свитере
«Кваппи в розовом свитере» (исп. Quappi con suéter rosa) — картина немецкого художника Макса Бекманна, написанная в 1932—1934 годах. Картина находится в Музее Тиссен-Борнемиса в Мадриде.

## Описание
Характерно резкий стиль Бекманна с середины 1920-х годов начал заметно смягчаться, что совпало с его знакомством и женитьбой на Матильде фон Каульбах, второй жене художника, больше известной как Кваппи.
Отчётливый чёрный контур, раньше отражавший горькое презрение к современному обществу, теперь оттеняет красивые черты его молодой жены. Быстрая кисть Бекманна превращает одетую по моде Кваппи, сидящую в кресле с сигаретой в руке, в прототип современной женщины, решительной и уверенной в себе. Этот портрет, начатый в 1932 году Бекманн закончил в 1934 году, изменив дату и сделав Кваппи менее улыбчивой (об этом свидетельствует Стефан Лакнер, первый владелец картины и друг Бекманна), что лучше отражало обеспокоенность супругов приходом нацистов к власти. 